# 폴 아자르

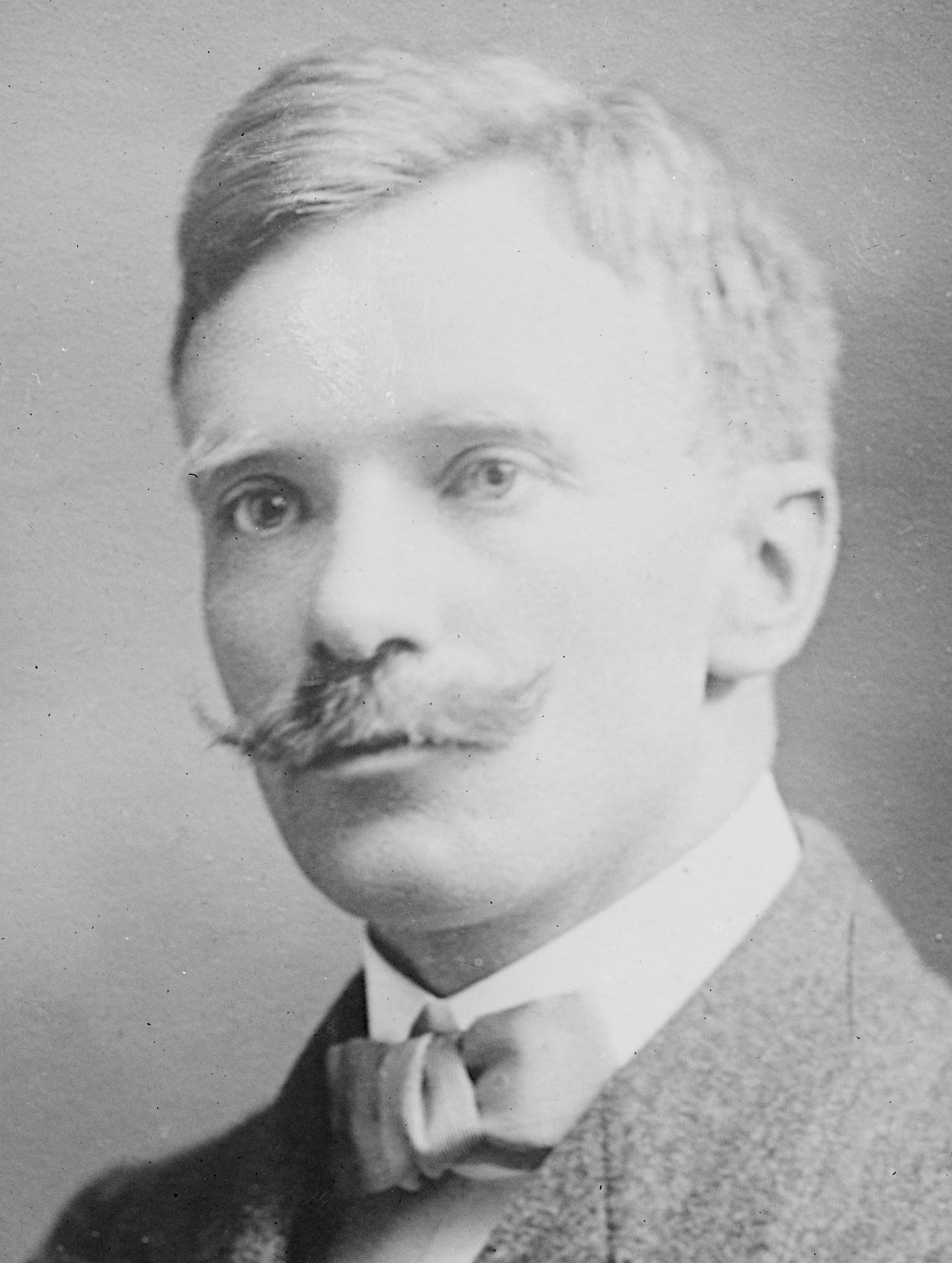

폴 아자르(Paul Hazard, 1878년 4월 30일 ∼ 1944년 4월 13일)는 프랑스의 교수이다.

## 생애
파리 대학 교수를 역임했으며, 아카데미 회원이었다. 저서로는 ≪프랑스 혁명과 이탈리아 문학≫(1910), 이 책에서 번역한 ≪유럽 의식의 위기(La crise de la conscience européenne)≫(1935), ≪18세기 유럽의 사상≫(1946) 등이 있다. 저서들의 제목을 보아도 알 수 있듯이 그는 특히 18세기 문학과 사상사에 주요한 업적을 남겼다. 폴 아자르의 역사를 바라보는 참신한 관점은 세인의 주목을 받을 만한 것이었으며, 방대한 작업을 담담하게 헤쳐나가는 그의 태도 또한 새로운 것이었다. 그가 독특한 점은 저술을 할 때마다 프랑스의 역사에서 많은 것을 빌려오면서도 유럽이라는 큰 덩어리에서 한시도 눈을 떼지 않은 채 기술을 이끌어갔다는 점이다. 말하자면 그는 방대한 문학적 지식과 비교 문화적 지식에 의지해 유럽을 총체적으로 관찰하고 기술하는 문화사가였다.